# Albert Dorfinant
Albert Dorfinant (* 1881 in Paris; † 1976) war ein französischer Plakatkünstler, Illustrator und Lithograf. Er signierte seine Plakate mit dem Kürzel DORFI.

## Leben
Albert Dorfinant ist in den Bestandsverzeichnissen der Bibliothèque nationale als Maler und lithografischer Zeichner verzeichnet. Dort wird er als Bruder des ebenfalls aufgeführten Gaston Dorfinant geführt und als im Jahr 1881 in Paris geboren angegeben. Er nahm an Ausstellungen teil und ist in mehreren Katalogen und Auktionsnachweisen mit Werken aus dem ersten Drittel bis zur Mitte des 20. Jahrhunderts dokumentiert. Unter anderem wurde er in Zusammenstellungen zu den Artistes Français/Humoristes erwähnt.

## Werk
Albert Dorfinant ist vorwiegend als Plakatgestalter (Affichiste), Illustrator und Lithograf nachweisbar. Seine signierten Arbeiten – oft mit der Signatur Dorfi versehen – umfassen Werbeplakate sowie Entwürfe für Konsumgüter und Veranstaltungen. Viele seiner Plakate sind in Auktionskatalogen, Poster-Sammlungen und Museen dokumentiert.
- Quinquina Duhomard (Plakat, um 1925–1935)[2]
- L’Alsacienne / Teint tous tissus (Färbemittel-/Textilplakat, ca. 1920–1938)[3]
- Avec la cuisinière à gaz …[4]